# Палмас (агломерация)

Палмас на карте штата.

Палмас (порт. Região Metropolitana de Palmas)  —  крупная городская агломерация в Бразилии. Центр — город Палмас. Находится в штате Токантинс. 
Население составляет 446 737 человек на 2014 год. Занимает площадь 24828,2 км². Плотность населения — 17,8 чел./км² в 2014 году.
Включает 16 муниципалитетов, в том числе город Палмас, город Порту-Насиунал и другие.